# Leo-Stichting
Leo-Stichting est une localité néerlandaise rattachée à la commune de Berkelland.